# Rage for Order
Rage for Order är det amerikanska progressiv metal-bandet Queensrÿches andra studioalbum, utgivet den 12 december 1986 av skivbolaget EMI.
Bandet började experimentera mer med synthar och progressiva element i musiken i allt större utsträckning och plattan anses idag som en klassiker inom hårdrocken. Särskilt hyllades sångaren Geoff Tates sångröst som gav bandet dess unika sound. De riktigt stora framgångarna lät dock vänta på sig till nästa album, Operation: Mindcrime. De spelade som förband åt Bon Jovi och besökte Johanneshovs Isstadion den 6 december 1986.

## Låtförteckning
LP-Sida Ett
1. "Walk in the Shadows" (Chris DeGarmo, Michael Wilton, Geoff Tate) – 3:35
2. "I Dream in Infrared" (Wilton, Tate) – 4:19
3. "The Whisper" (DeGarmo) – 3:36
4. "Gonna Get Close to You" (Dalbello-cover) – 4:38
5. "The Killing Words" (DeGarmo, Tate) – 3:57
6. "Surgical Strike" (DeGarmo, Wilton) – 3:22

LP-Sida Två
1. "Neue Regel" (DeGarmo, Tate) – 4:56
2. "Chemical Youth (We Are Rebellion)" (Wilton, Tate) – 4:15
3. "London" (DeGarmo, Wilton, Tate) – 5:07
4. "Screaming in Digital" (DeGarmo, Wilton, Tate) – 3:36
5. "I Will Remember" (DeGarmo) – 4:24

## Medverkande
Queensrÿche-medlemmar
- Geoff Tate – sång, keyboard
- Chris DeGarmo – gitarr, bakgrundssång
- Michael Wilton – gitarr, bakgrundssång
- Eddie Jackson – basgitarr, bakgrundssång
- Scott Rockenfield – trummor, percussion

Bidragande musiker
- Neil Kernon – keyboard
- Bradley Doyle – programmering

Produktion
- Neil Kernon – producent, ljudtekniker, ljudmix
- Dave "Rave" Ogilvie, Rob Porter, Keith "KC" Cohen – assisterande ljudtekniker
- Howie Weinberg – mastering
- Queensrÿche, Henry Marquez, Glenn Parsons – omslagsdesign
- Moshe Brakha – foto